# Lysiteles miniatus
Lysiteles miniatus är en spindelart som beskrevs av Ono 1980. Lysiteles miniatus ingår i släktet Lysiteles och familjen krabbspindlar. Inga underarter finns listade i Catalogue of Life.